# Playahead
Playahead var ett delvis gratis community där mestadels unga chattade och höll kontakt med andra. Playahead etablerades i Sverige 2001 och blev det näst största internetcommunityt i landet, efter Lunarstorm. Den 1 mars 2010 lade MTG ner tjänsten.

## Historia
Playahead (PA) grundades 1996 av Jonas Frost, Magnus Hansson, Henrik Weimenhög och Oskar Hjert, då under namnet Hångelguiden. Hångelguiden startade som ett experiment och sidoprojekt men blev snabbt populär. Sidan var snarlik LunarStorm men upplevdes av användarna som lite tuffare och mindre glättigt än Lunarstorm. Servrarna som sidan låg på fanns på intranätsbyggande företaget Dimac i Helsingborg. I takt med att populariteten ökade gick servrarna ner allt oftare och till slut såldes Hångelguiden till investerare i Stockholm som bytte namn på communityt. Succén uteblev dock och 2001 köpte Jonas Frost och hans chef Leif Carlsson tillbaka sidan. 
MTG gick in som nya ägare år 2007 och betalade 102 miljoner kronor.  En expansion inleddes och Playahead öppnades även i Danmark, Norge, Finland och England.
Playahead hade under de första nio månaderna 2006 gjort en rörelsevinst på 6,4 miljoner kronor.
Playahead riktade sig till ungdomar mellan 14 och 25 år. Användarna kunde samlas och prata, skriva i andras gästböcker, se på bilder, debattera i forumen samt visa sina åsikter och sina intressen genom att gå med i så kallade teams. Teams kostade förr 5 "PA-Dollar" att skapa och därefter betalade man en regelbunden månadsavgift beroende på medlemsantal. Playahead valde dock att ta bort månadskostnaden 2009.
Missbruk av tjänsten togs om hand av ett trettiotal frivilliga administratörer samt av ett par anställda på Playahead.

## Intäkter
Playahead fick sina intäkter genom reklam som såldes genom möjlighet att kunna segmentera grupper beroende på ålder, kön och ett antal andra parametrar. Även försäljning av speciella medlemskap i Playahead (kallat VIP-medlemskap) genererade intäkter. Dessa medlemmar fick större utrymme att lagra bilder på, möjlighet till musik på sina presentationer, besökslogg på sina presentationer med mera. De olika sorternas VIP-medlemskap hette: silvervip (10 "PA-dollar" (kronor) per månad), guldvip (30 "PA-dollar" (kronor) per månad) och platinavip (50 "PA-dollar" (kronor) per månad). Man kunde också köpa VIP-medlemskap genom sms.

## Uppköp och nedläggning
I början av januari 2007 köpte MTG (Modern Times Group) 90 procent av Playahead för 102 miljoner svenska kronor.
Den 21 januari 2010 meddelade MTG att Playahead skulle läggas ned och att sajten skulle stängas av den 1 mars samma år. Användarna hade till stor del flyttat till Facebook och Myspace.